# United States Pacific Air Forces
Pour les articles homonymes, voir Far East Air Force.
Le commandement des Pacific Air Forces (ou PACAF) est le grand commandement de l'USAF regroupant toutes ses unités permanentes stationnées dans le Pacifique.

## Historique
Les PACAF forment la composante aérienne du United States Pacific Command et ont été créées le 1er juillet 1957 à partir des « Far East Air Forces » (FEAF) activés le 3 août 1944. 
Au 31 mai 1950, un mois avant le début de la guerre de la guerre de Corée, les FEAF commandées par le général George Stratemeyer dispose d'un personnes de 35 122 militairess et 1 172 avions: 504  avions à de chasse à réaction F-80 Shooting Star, 47 chasseurs F-51 Mustang, 42 North American F-82 Twin Mustang, 73 bombardiers légers B-26 Invader , 27 bombardiers lourds B-29, 179 avions de transports, 48 avions de reconnaissance et 252 divers types. De ces avions, seulement 657 étaient disponibles pour le combat en Corée, mais pas tous étaient prêts pour le combat.
En tout, un peu plus de 500 avions sont dispersés du Japon (5th Air Force, sur laquelle repose principalement l’effort aérien en Corée) aux Philippines (13th Air Force) en passant par Okinawa (20th Air Force) .
Ces dernières ont, en janvier 1951, 37 000 personnes déployés pour le théâtre d’opérations coréen.

## Organisation

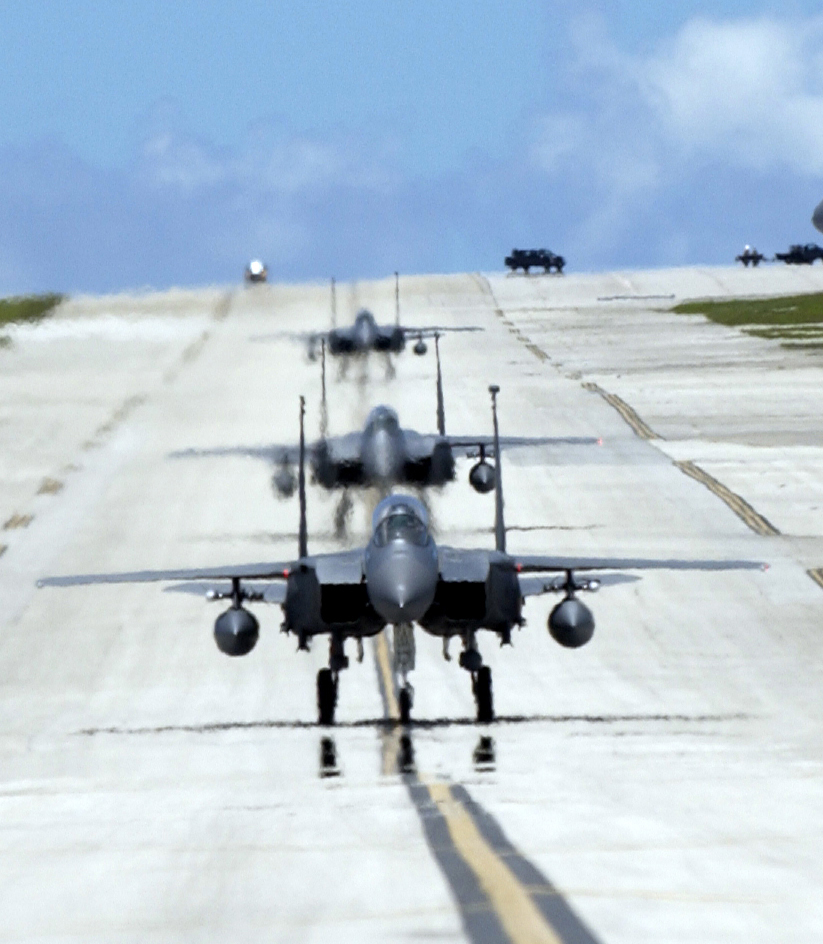
Des F-15E du 90th EFS sur la piste d'Andersen AFB pendant l'exercice Valiant Shield en juin 2006

La zone de responsabilité des PACAF s'étend depuis la côte ouest des États-Unis jusqu'à la côte orientale de l'Afrique et de l'Arctique jusqu'à l'Antarctique, couvrant plus de 260 millions de km2, 44 pays abritant près de deux milliards d'habitants.
Le quartier général (au 1er janvier 2007) est à Hickam Air Force Base à Hawaii.
Au 1er mai 2006, l'organisation des PACAF est la suivante :
- 5th Air Force à Yokota Air Base au Japon
  - 18th Wing à Kadena Air Base au Japon
  - 35th Fighter Wing à Misawa Air Base au Japon
  - 374th Airlift Wing à Yokota AFB au Japon
- 7th Air Force à Osan Air Base en Corée du Sud
  - 51st Fighter Wing à Osan AB en Corée du sud
  - 8th Fighter Wing à Kunsan Air Base en Corée du sud
- 11th Air Force à Elmendorf Air Force Base en Alaska
  - 3rd Wing à Elmendorf AFB en Alaska
  - 354th Fighter Wing à Eielson Air Force Base en Alaska
- 13th Air Force à Hickam AFB
  - 36th Wing à Andersen Air Force Base à Guam
  - 497th Fighter Training Squadron à Paya Lebar Airfield (Singapour)
- 15th Airlift Wing à Hickam Air Force Base

Elles disposent égalemnt du Pacific Air Forces Regional Support Center en Alaska.